# Dwór Kuźniczki
Dwór Kuźniczki – zabytkowy dwór w gdańskim Wrzeszczu Dolnym, jeden z najstarszych budynków Wrzeszcza.

## Historia

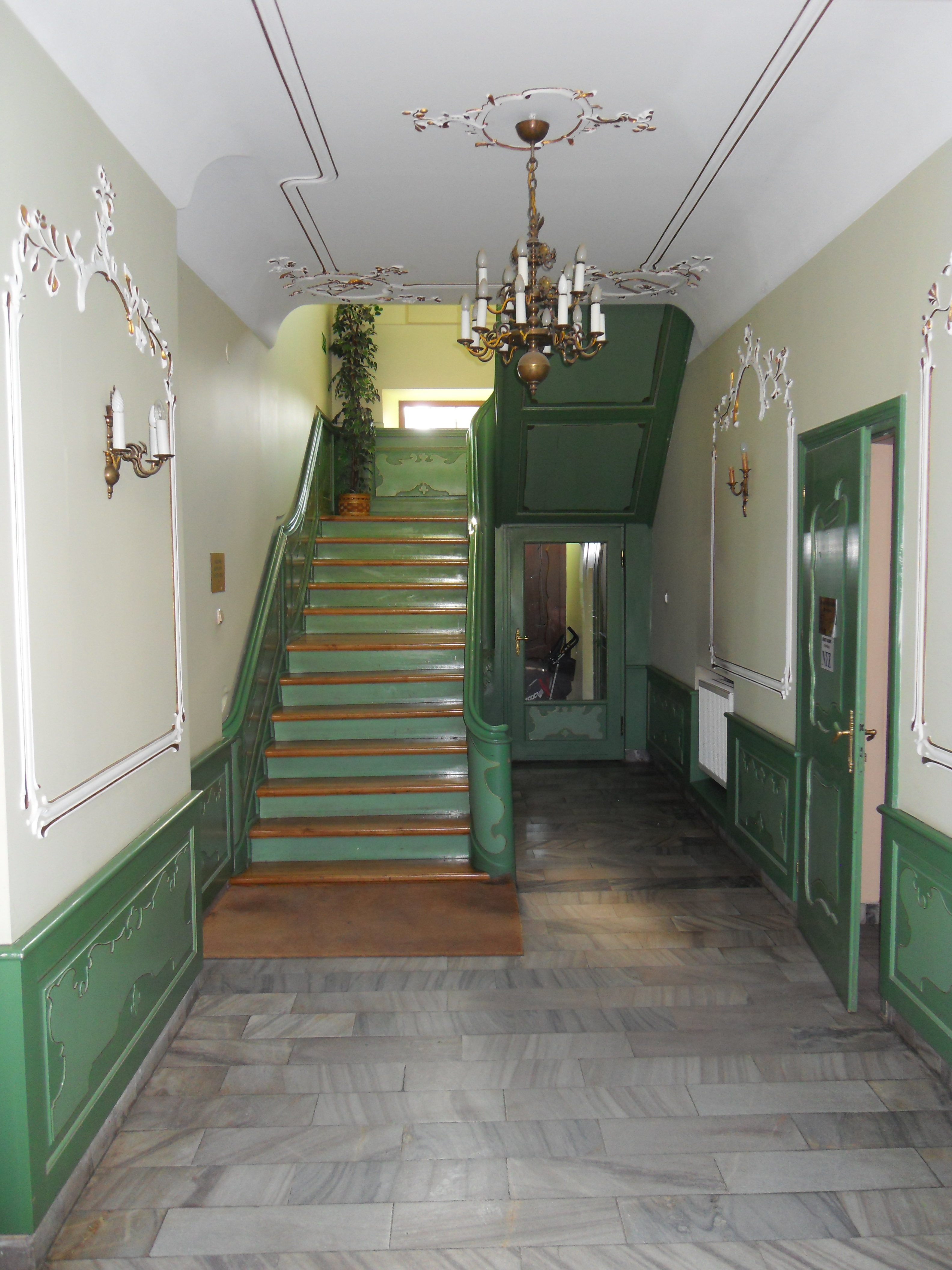
Klatka schodowa

Powstał w latach 1761-1763. Pierwszym właścicielem majątku Kuźniczki, na który poza dworem składał się Park Kuźniczki, był do 1802 roku gdański rajca Michael Gottfried Schmid. Następnie na przestrzeni lat w budynku mieściły się m.in. zajazd i kuźnia żelaza, a dwór kilkukrotnie zmieniał właścicieli. W okresie międzywojennym dwór był ważnym miejscem występów teatralnych gdańskich Polaków. Współcześnie w dworze mieszczą się Ośrodek Medycyny Estetycznej i restauracja.